# Jesús (film)
Jesús è un film del 2016 diretto da Fernando Guzzoni.
Il film si basa in parte sul noto caso dell'omicidio di Daniel Zamudio, ma è liberamente sviluppato dal suo regista nella prospettiva di uno dei colpevoli e l'interrelazione con suo padre.
È stato presentato in anteprima mondiale a settembre 2016 nella sezione Discovery del Toronto International Film Festival e più tardi nello stesso mese nella sezione ufficiale del Festival internazionale del cinema di San Sebastián. In Cile è stato proiettato fuori concorso al Sanfic 2016 e nell'ottobre 2017 è stato distribuito nei cinema.

## Trama
A Santiago del Cile il diciottenne ribelle Jesús trascorre le sue giornate ballando con una boy band pop coreana, andando in giro con gli amici, assumendo vari tipi di droghe e facendo sesso con chi capita, tra cui il miglior amico Pizarro. Una notte, mentre si trovano in un parco, Jesús e i suoi amici aggrediscono un ragazzo ubriaco. Il giorno successivo, Jesús apprende che la loro vittima giace in coma in ospedale e va nel panico. Si confida con l'amico Pizarro dicendogli di essere intenzionato a denunciare l'accaduto alla polizia. Più tardi Jesús riceve la visita dell'amico Beto, il quale lo minaccia.
Quella sera il ragazzo chiede aiuto al padre Héctor, un uomo che prima di allora era stato poco presente nella sua vita. L'uomo conduce inizialmente il giovane in un cottage abbandonato fuori città ma poi, appreso che il ragazzo in ospedale è deceduto, decide di denunciare il figlio e farlo arrestare.

## Riconoscimenti
- 2016 - Festival internazionale del cinema di Mar del Plata
  - Nomination Miglior film latinoamericano

- 2016 - Festival internazionale del cinema di San Sebastián
  - Nomination Concha de Oro al miglior film
  - Nomination Sebastiane Award per il miglior film

- 2016 - Festival Internacional del Nuevo Cine Latinoamericano de La Habana[8]
  - Premio Speciale della Giuria

- 2016 - Thessaloniki Film Festival
  - Nomination Golden Alexander

- 2016 - Torino Film Festival[9]
  - Miglior attore a Nicolás Durán

- 2017 - Festival Internacional de Cine de los Países del Sur del Mundo[10]
  - Miglior attore a Nicolás Durán
  - Miglior montatore a Andrea Chignoli

- 2017 - Chéries-Chéris
  - Nomination Grand Prize Chéries-Chéris